# Pholidoscelis exsul
Espèce
Synonymes
- Ameiva plei var. exsul Cope, 1862
- Ameiva exsul Cope, 1862
- Ameiva riseii Reinhardt & Lütken, 1862
- Ameiva alboguttata Boulenger, 1896
- Ameiva exsul alboguttata Boulenger, 1896
- Ameiva desechensis Heatwole & Torres, 1967
- Ameiva exsul desechensis Heatwole & Torres, 1967

Pholidoscelis exsul est une espèce de sauriens de la famille des Teiidae.

## Répartition
Cette espèce est endémique du banc de Porto Rico aux Antilles. Elle se rencontre sur les îles de Porto Rico, de Vieques, de Culebra, de Mona et de Desecheo, à Water Island aux îles Vierges des États-Unis et à Anegada aux îles Vierges britanniques.

## Description

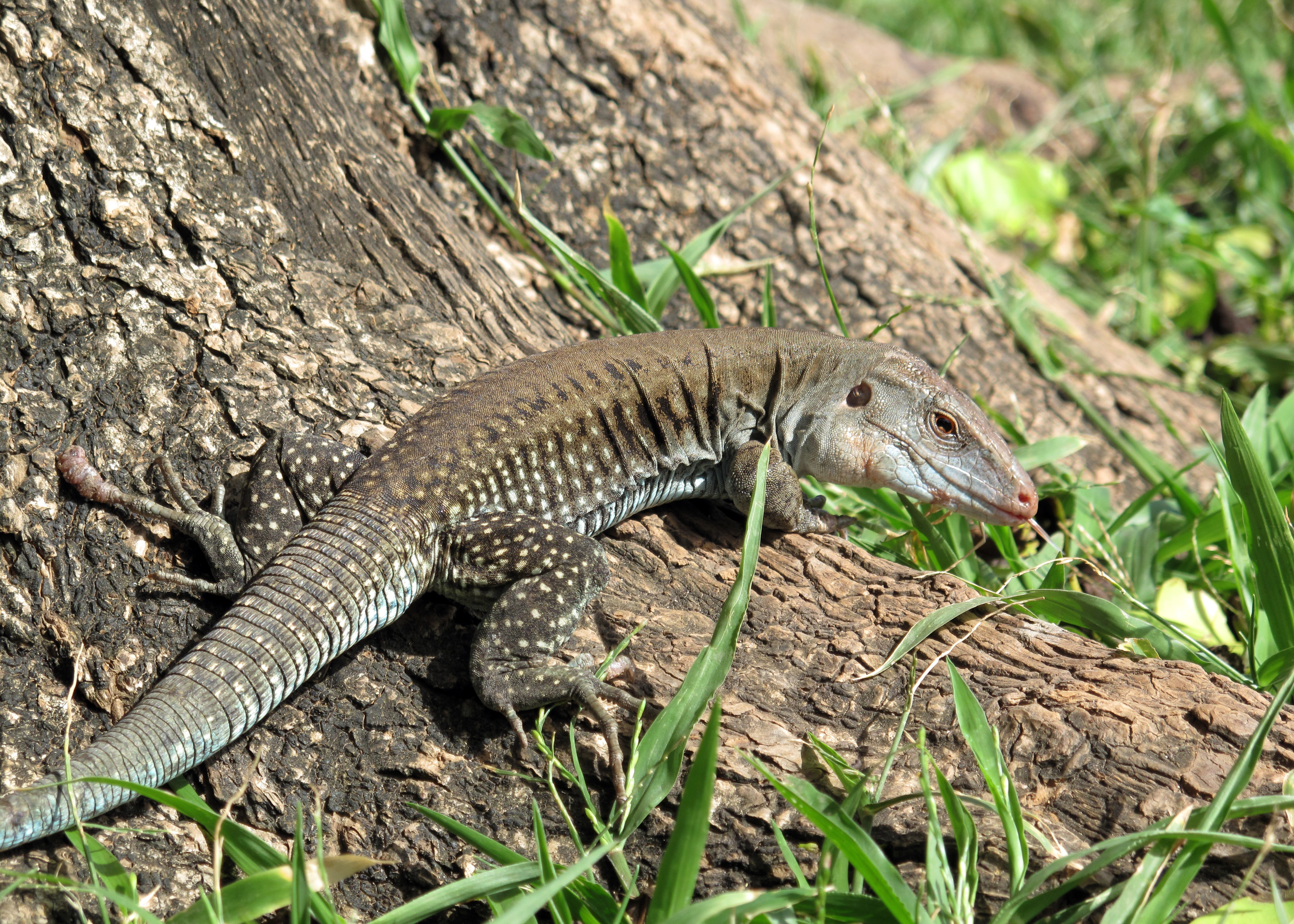
Pholidoscelis exsul exsul

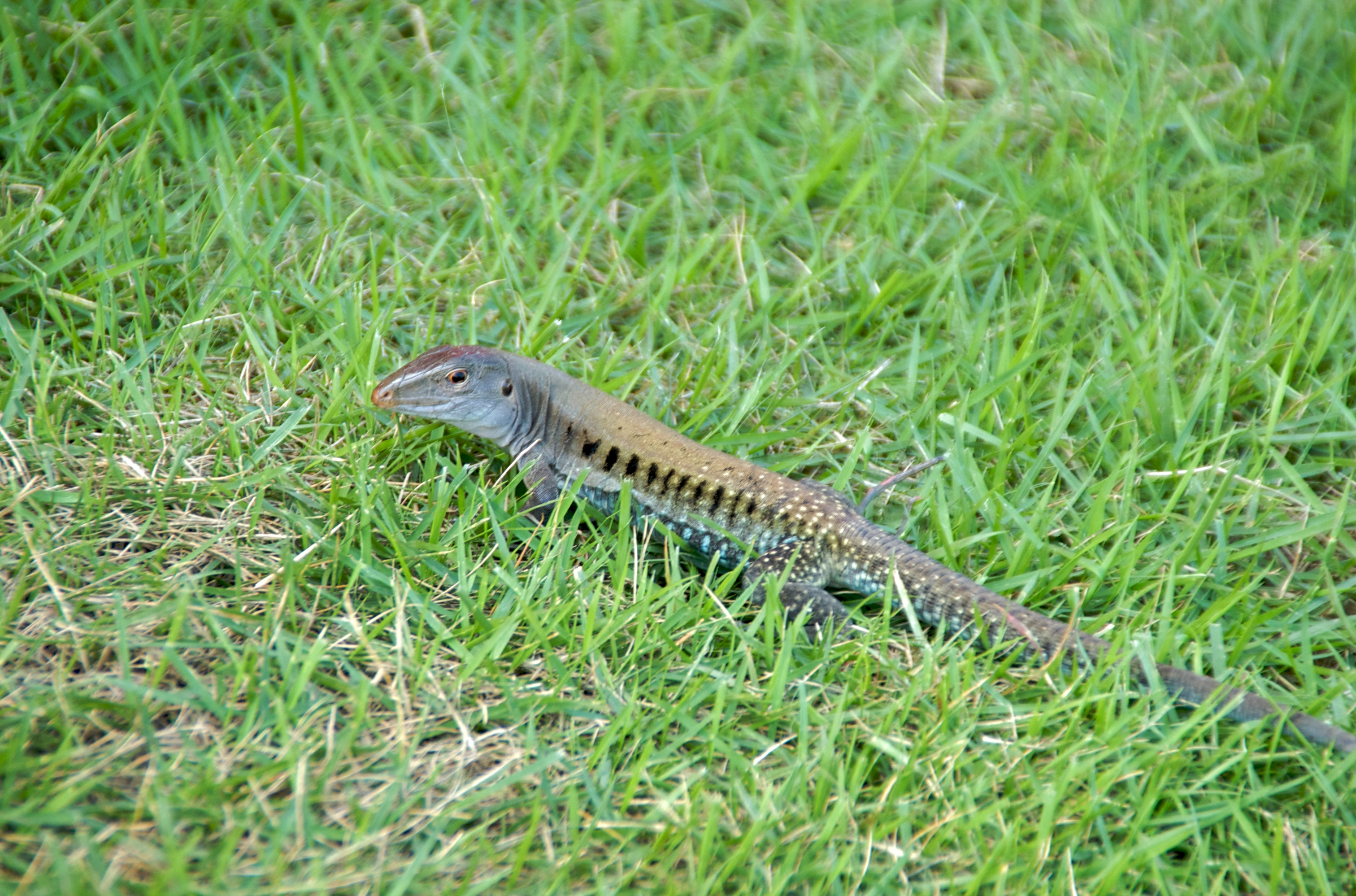
Pholidoscelis exsul exsul

C'est un lézard ovipare.

## Liste des sous-espèces
Selon The Reptile Database (27 mai 2016) :
- Pholidoscelis exsul alboguttata (Boulenger, 1896) - île de Mona
- Pholidoscelis exsul desechensis (Heatwole & Torres, 1967) - île de Desecheo
- Pholidoscelis exsul exsul (Cope, 1862)

## Publications originales
- Boulenger, 1896 : Über einige Reptilien von der Insel Mona (Westindien). Jahresbericht und Abhandlungen des Naturwissenschaftlichen Vereins in Magdeburg, vol. 1894-1896, p. 112-114 (texte intégral).
- Cope, 1863 "1862"  : Synopsis of the species of Holcosus and Ameiva, with diagnoses of new West Indian and South American Colubridae. Proceedings of the Academy of Natural Sciences of Philadelphia, vol. 14, p. 60-82 (texte intégral).
- Heatwole & Torres, 1967 : Distribution and geographic variation of the Ameivas of Puerto Rico and the Virgin Islands. Studies on the fauna of Curaçao and other Caribbean islands, vol. 24, n. 92, p. 63-111.